# Palpita estebanalis
Palpita estebanalis is een vlinder uit de familie van de grasmotten (Crambidae). De wetenschappelijke naam van deze soort is voor het eerst voorgesteld als Pilocrocis estebanalis door William Schaus in een publicatie uit 1920.
De soort komt voor in Venezuela.